# Operazione Maritime Guard
L'operazione Maritime Guard è stata una missione NATO condotta nelle acque internazionali dell'Adriatico al largo delle coste della ex Jugoslavia.
L'operazione ebbe inizio il 22 novembre 1992 come proseguimento della missione NATO Maritime Monitor ed è stata svolta per applicare la Risoluzione 787 del Consiglio di sicurezza delle Nazioni Unite sull'applicazione delle sanzioni economiche e l'embargo delle armi nei confronti della Jugoslavia, autorizzando la NATO a usare la forza per fermare ed ispezionare tutte le navi provenienti o dirette da e verso le coste ex Jugoslavia verificandone la natura del loro carico e la loro effettiva destinazione.
Con il sostegno di Turchia, Paesi Bassi e Germania l'operazione è stata potenziata per consentire di aerei NATO di abbattere qualsiasi velivolo avesse violato il blocco.
Il blocco si avvaleva di unità navali quali cacciatorpediniere e fregate di Turchia, Italia, Germania, Grecia, Regno Unito, Paesi Bassi e Stati Uniti, assistiti dagli aerei di pattugliamento marittimo della NATO. All'operazione prese parte anche la portaerei americana Theodore Roosevelt.
L'operazione poteva contare sull'appoggio degli AWACS che con il loro sofisticato radar assicuravano la sorveglianza marittima con una copertura a lungo raggio. Sostenuto lo sforzo con il suo sofisticato radar marittimo fornendo bloccando le navi con mare sorveglianza copertura lungo raggio.
A dirigere le operazioni il comandante in capo delle Forze alleate in sud Europa ammiraglio Mike Boorda.
Nel corso dell'operazione sono state interogate 12367 navi, ispezionate o dirottate in porto per controlli 1032 navi e intercettate 9 navi che avevano violato il blocco.
Contemporaneamente veniva svolta una missione parallela denominata operazione Sharp Fence ("barriera acuminata") guidata dall'Unione europea occidentale.
La missione è stata seguita a partire dal 15 giugno 1993 dall'operazione Sharp Guard, durata ufficialmente fino al 2 ottobre 1996 dopo che era stata sospesa il precedente 19 giugno, che ha unificato le due missioni NATO e UEO.

## La partecipazione italiana
L'Italia ha partecipato alla missione con unità navali della Marina Militare e con l'Aeronautica Militare che ha messo a disposizione i velivoli da pattugliamento ognitempo Breguet Br 1150 Atlantic del 86º Gruppo Antisommergibili.

### Partecipazione a Sharp Fence
L'Italia ha partecipato alla missione a guida dell'Unione Europea Occidentale Sharp Fence mettendo a disposizione corvette classe Minerva e fregate classe Lupo e Maestrale; le unità navali che hanno preso parte a tale missione sono le seguenti:
- Driade
- Zeffiro
- Aliseo
- Lupo
- Danaide
- Orsa
- Fenice
- Perseo
- Euro
- Espero
- Maestrale
- Sibilla

### Partecipazione a Maritime Guard
La  Marina Militare italiana ha operato nella missione a guida NATO con il cacciatorpediniere lanciamissili Audace che ha operato dall'inizio della missione fino a marzo quando è stato rilevato dall'Incrociatore lanciamissili portaelicotteri Vittorio Veneto che ha operato fino al termine della missione